# Квенобані
Квенобані (груз. ქვენობანი) — село в Грузії.
За даними перепису населення 2014 року в селі проживає 669 осіб.